# Stefan Kraft
Stefan Kraft (n. 13 mai 1993, Schwarzach im Pongau⁠(d), Salzburg, Austria) este un săritor cu schiurile austriac.

## Carieră
Debutul lui Kraft în Cupa Mondială de Sărituri cu schiurile a avut loc în ianuarie 2012, la Bischofshofen. Are două victorii la Cupa Mondială și a câștigat Turneul celor Patru Trambuline 2014-15 la general.  Cea mai bună săritură personală este 224 de metri (735 ft) stabilită în Kulm 2015. La Campionatul Mondial de Schi Nordic FIS 2015 din Falun a câștigat medalia de argint cu echipa la proba de trambulină mare și de bronz de la proba individuală de trambulină normală.

## Cupa Mondială

### Clasamente
| Sezon   | Total | SF | 4H |
| ------- | ----- | -- | -- |
| 2011–12 | –     | –  | 67 |
| 2012–13 | 31    | 32 | 40 |
| 2013–14 | 10    | 29 | 27 |
| 2014–15 | 3     | 7  | 1  |
| 2015–16 |       |    | 5  |

### Victorii
| No. | Sezon   | Dată        | loc        | Trambulină                 | Mărime |
| --- | ------- | ----------- | ---------- | -------------------------- | ------ |
| 1   | 2014–15 | 29 dec 2014 | Oberstdorf | Schattenbergschanze HS 137 | LH     |
| 2   | 2014–15 | 15 ian 2015 | Wisła      | Malinka HS 134             | LH     |
| 3   | 2014–15 | 8 mar 2015  | Lahti      | Salpausselkä HS 130        | LH     |
| 4   | 2015–16 | 24 ian 2016 | Zakopane   | Wielka Krokiew HS 134      | LH     |